# Die Nacht der Königin Isabeau
Pour plus de détails, voir Fiche technique et Distribution.
Die Nacht der Königin Isabeau est un film allemand réalisé par Robert Wiene, sorti en 1920.

## Fiche technique
- Titre : Die Nacht der Königin Isabeau
- Réalisation : Robert Wiene
- Scénario : Robert Wiene
- Photographie : Willy Hameister
- Production : Erich Pommer
- Pays de production : République de Weimar
- Format : Noir et blanc - 1,33:1 - Film muet
- Genre : drame
- Durée : 50 minutes
- Date de sortie : 1920

## Distribution
- Fern Andra : Isabeau de Bavière
- Fritz Kortner : Connetable
- Hans Heinrich von Twardowski : Page
- Alexander Moissi : le Roi Charles VI
- Lothar Müthel : Jehan
- John Gottowt : Buckliger Narr
- Elsa Wagner